# Lowellville
Lowellville és una vila dels Estats Units a l'estat d'Ohio. Segons el cens del 2000 tenia 1.281 habitants.

## Demografia
Segons el cens del 2000, Lowellville tenia 1.281 habitants, 520 habitatges, i 344 famílies. La densitat de població era de 343,5 habitants per km².
Dels 520 habitatges en un 26,5% hi vivien nens de menys de 18 anys, en un 51,2% hi vivien parelles casades, en un 11,3% dones solteres, i en un 33,8% no eren unitats familiars. En el 32,5% dels habitatges hi vivien persones soles el 19,4% de les quals corresponia a persones de 65 anys o més que vivien soles. El nombre mitjà de persones vivint en cada habitatge era de 2,46 i el nombre mitjà de persones que vivien en cada família era de 3,15.
Per edats la població es repartia de la següent manera: un 24,4% tenia menys de 18 anys, un 8,4% entre 18 i 24, un 26,2% entre 25 i 44, un 18,5% de 45 a 60 i un 22,6% 65 anys o més.
L'edat mediana era de 38 anys. Per cada 100 dones de 18 o més anys hi havia 85,3 homes.
La renda mediana per habitatge era de 29.565 $ i la renda mediana per família de 38.000 $. Els homes tenien una renda mediana de 34.167 $ mentre que les dones 22.188 $. La renda per capita de la població era de 14.422 $. Aproximadament el 5,8% de les famílies i el 9,4% de la població estaven per davall del llindar de pobresa.

## Poblacions properes
El següent diagrama mostra les poblacions més properes.